# 노치만
노치만은 대한민국의 배우이자 모델이다.

## 출연작

### 영화
- 《서부전선》 (2015년) - 최하사 관측병 1 역
- 《연애의 맛》 (2015년) - 신민준 역
- 《해적: 바다로 간 산적》 (2014년) - 놋쇠 역
- 《평범한 날들》 (2011년) - 남자친구 역

### 드라마
- 《강구 이야기》 (2014년, SBS)

### 연극
- 《월계동 두여자》 (2012년) - 방현 역

### 뮤직비디오
- 길학미 - 텅빈 방
- 브라운 아이드 걸스 - 너에게 속았다
- 클래지콰이 - PING
- 케이넌 - 그녀가 결혼했다
- 안다미로 - Waiting

### 광고
- 카스맥주
- ION
- 현대기아 자동차
- Arena Phone
- 아몰레드
- 삼성모바일
- 휘센
- 현대그룹 기업광고
- 리디북스